# Maxa Nordau
Pour les articles homonymes, voir Nordau.
Maxa Simonne Nordau, dite Maxa Nordau, née le 10 janvier 1897 à Paris 8e et morte le 16 septembre 1993 dans le 9e arrondissement de Paris, est une artiste peintre française liée au mouvement de l'École de Paris.

## Biographie
Maxa Nordau est la fille de Max Nordau. Elle suit l'enseignement du peintre Jules Adler et perfectionne sa technique avec d'autres artistes de l'École de Paris. Pendant la Première Guerre mondiale, elle séjourne en Espagne. À partir de 1921, elle expose dans différents Salons de l'époque (Salon d'Automne, Salon des Indépendants et Salon de la Société nationale des beaux-arts).
La fin des années 1930 marque sa participation à la décoration d'un pavillon pour l'Exposition Internationale de Paris. Pendant la Seconde Guerre mondiale, elle se réfugie aux États-Unis, où elle enseigne la peinture au City College of New York et expose régulièrement dans cette ville.
Grande portraitiste, elle illustre également divers ouvrages, dont Les contes pour Maxa de Max Nordau et Le vent dans les cheveux de Pierre Créange.
De ses voyages à travers Israël, l'Égypte et la Syrie, elle rapporte un grand nombre de paysages.
Artiste particulièrement attachée à Israël, elle consacre une œuvre sensible à travers de multiples vues historiques, entre autres sur les villes de Jérusalem, Jéricho, Jaffa et Tibériade.